# Oryzaephilus mucronatus
Oryzaephilus mucronatus es una especie de coleóptero de la familia Silvanidae.

## Distribución geográfica
Habita en Namibia.